# Злата Нуманагић
Злата Нуманагић (Београд, 24. новембар 1950) српска је глумица.

## Биографија
Рођена је у Београду 24. новембра 1950. године. Глуму је дипломирала на Факултету драмских уметности у Београду. Остварила је велики број улога у позоришту и филмовима. Популарност је стекла 1975. године у телевизијској серији Отписани где је глумила Драгану, даму са наранџастим шеширом. Запажене улоге је остварила и у телевизијској серији Срећни људи где је после Тање Бошковић тумачила улогу Лоле Голубовић, као и у серијама Љубав и мржња и Мој рођак са села.
Има сина Федора.

## Филмографија
| Год.       | Назив                       | Улога                       |
| ---------- | --------------------------- | --------------------------- |
| 1961.      | Уочи одласка вечерњег воза  |                             |
| 1963.      | Кобна плочица (ТВ)          |                             |
| 1968.      | Делије                      |                             |
| 1968.      | Кад голубови полете         |                             |
| 1970.      | Тристан и Изолда            |                             |
| 1975.      | Девојка са Биокова          |                             |
| 1975.      | Отписани                    | Драгана                     |
| 1976.      | Формула X (кратки)          |                             |
| 1976.      | Повратак отписаних          | Сека - секретарица          |
| 1976.      | Мурталов случај             |                             |
| 1976.      | Кухиња                      |                             |
| 1976.      | Поробџије                   |                             |
| 1976.      | Два другара                 |                             |
| 1977.      | Хроничан живот              |                             |
| 1978.      | Стићи пре свитања           | Вера                        |
| 1978.      | Повратак отписаних          | Сека                        |
| 1979.      | Слом                        | Злата Јоцић                 |
| 1981.      | Зелени кабаре               |                             |
| 1982.      | Сабињанке (ТВ)              | Колин Рејли, супруга        |
| 1983.      | Љубавно писмо (ТВ)          |                             |
| 1983.      |                             | Жаклина                     |
| 1984.      | Позориште у кући 5          | Руменка Сумовић             |
| 1985.      | У затвору                   | Борка                       |
| 1985.      | Quo Vadis? (серија)         |                             |
| 1985.      | Учини то својски            | Мила                        |
| 1986.      | Вртешка (ТВ)                |                             |
| 1991.      | Смрт госпође министарке     | проститутка                 |
| 1991.      | У име закона                | Маријана Каракушевић        |
| 1993.      | Боље од бекства             | Слободанова жена            |
| 1994.      | Срећни људи                 | Лола Голубовић              |
| 1995-1996. | Срећни људи 2               | Лола Голубовић              |
| 2007-2008. | Љубав и мржња               | Олга                        |
| 2008-2011. | Мој рођак са села           | Дуњина мајка                |
| 2015.      | Оф                          | мајка                       |
| 2017.      | Немањићи — рађање краљевине |                             |
| 2019.      | Није све као што изгледа    | Власница кафане             |
| 2019.      | Нек иде живот               | Добрила                     |
| 2021.      | Жигосани у рекету           | Акијева баба                |
| 2022.      | Од јутра до сутра           | Биса                        |
| 2022-2023. | Игра судбине 5              | Љиљана “Лила” Караматијевић |
| 2023-2024. | Игра судбине 6              | Љиљана “Лила” Караматијевић |

## Синхронизацијске улоге
| Година синх. | Цртани филм                 | Улога       |
| ------------ | --------------------------- | ----------- |
| 2014         | Авиони 2: Храбри ватрогасци | Вини        |
| 2015         | У мојој глави               | Туга        |
| 2021         | Енканто — магични свет      | Абуела Алма |
| 2021         | Голдина стара гарда         | Естер       |
| 2024         | У мојој глави 2             | Туга        |